# ایزو ۹۶۶۰
ایزو۹۶۶۰ که برخی از تولیدکنندگان سخت‌افزار و نرم‌آفزار به آن CDFS (برگرفته از Compact Disc File System به معنای فایل سیستم دیسک نوری) هم می‌گویند، استانداردی برای فایل‌سیستم است که توسط سازمان بین‌المللی استانداردسازی برای دیسک‌های نوری عرضه شده‌است. هدف از ارائه این استاندارد این است که رایانه‌هایی که از سیستم‌عامل‌های مختلف از جمله مایکروسافت ویندوز، مک اواس کلاسیک و سیستم‌های شبه یونیکس استفاده می‌کنند، بتوانند با هم به تبادل فایل بپردازند و اطلاعات را از طریق دیسک‌های نوری برای هم رد و بدل کنند.

## افزونه‌ها و اضافات
چندین افزونه برای این استاندارد ارائه شده است:
- راک ریج - این افزونه برای پشتیبانی از مجوزهای پازیکس و همچنین پشتیبانی از فایل‌هایی با اسامی طولانی ارائه شده‌است.
- ژولیتز - این افزونه برای پشتیبانی از کاراکترهای یونیکد در نام فایل‌ها ارائه شده‌است. با این افزونه، از هر کاراکتر حتی کاراکترهای غیر لاتین می‌توان برای نام فایل‌ها استفاده کرد.
- ال توریتو - به سی‌دی‌ها اجازه می‌دهد که بر روی رایانه‌های شخصی قابل بوت شدن باشند.
- افزونه‌های ایزون ۹۶۶۰ اپل - این افزونه پشتیبانی از خصوصیات خاصی که برای فایل‌ها در مک اواس وجود دارد را به استاندارد ایزون ۹۶۶۰ اضافه می‌کند.

بسیاری از سیستم‌عامل‌ها قادر به خواندن دیسک‌هایی ایجاد شده در قالب ایزوه ۹۶۶۰ هستند و سیستم‌عامل‌های جدید هم از استاندارد راک ریج و ژولیتز پشتیبانی می‌کنند.